# 富山ミュージアムバス
富山ミュージアムバス（とやまミュージアムバス）は、2015年（平成27年）3月29日まで富山県富山市内で運行されていた、市街地の美術館・博物館利用者を対象とした市営の循環型無料送迎バスである。愛称はぐるりん。現在は有料周遊バス「市内周遊ぐるっとBUS」に引き継がれている。

## 概要
2004年（平成16年）、富山市役所に一般市民より「文化行政に役立ててほしい」と寄付があり、市では使い道を検討していた。美術館や博物館を巡るバスを運行するという森雅志市長による提案を採用、2005年（平成17年）3月19日より試験運行、5月より本格運行を開始した。愛称は一般公募の中から、和歌山県在住の女性の案が採用されたもの。
運行は富山地鉄バスへ委託していた。バスは低床車両の37人乗り小型バスを採用し、高齢者にも優しいバスとなっていた。2010年（平成22年）8月からは月曜を除く午前10時台・11時台の便に低床型電気バスを使用していた。なおこれまでの利用者数は、多い年で約22,600人、少ない年で約16,000人、最終年度の平成27年度は約17,000人であった。

### 市による運行廃止から民間への移行へ
富山地方鉄道が2015年（平成27年）3月14日の北陸新幹線開通をにらみ、同年4月1日よりこれまで富山市が運行していた富山ミュージアムバスとほぼ同コースを循環する周遊バスの運行を同年2月18日に発表した。運行コースについては、これまでの巡回地に加え高志の国文学館、中央通り商店街にあるギャルリ・ミレー、西町に同年8月完成予定（8月22日開館）のTOYAMAキラリ（富山ガラス美術館・富山市立図書館）、富山駅北側にある樂翠亭美術館、富岩運河環水公園（数年後公園内に 富山県立近代美術館が新築移転予定）などの追加と、富山ガラス美術館に統廃合される富山市民プラザ内のトヤマグラスアートギャラリー等、巡回地の存廃を検討、また運賃についてはこれまで無料だったものを有料とし、200円程度の予定であると発表した。これに際し富山市は、役所内でつくる事業再点検チームから2014年（平成26年）10月に富山ミュージアムバスの存廃の検討指示を受けたこと、民業圧迫との懸念が出るとして3月で役目を終え撤退を決め、富山県と富山市は同社に対しそれぞれ200万円の運行費補助を行うことを決定し、冬季ダイヤの最終日である同年3月29日（日曜日）の運行をもって停止した。

## 運行されていた巡回ルート（各施設）
巡回ルートは城南（じょうなん）・呉羽山（くれはやま）ルートの2ルートがあり一体で循環運行されていた。富山駅南口前のCiC（シック）ビル西横（富山エクセルホテル東急正面前）発午前10時より、午後4時までの1時間間隔で計7便が運行され、運賃は無料だが、CiC内インフォメーションカウンター、または沿線の各美術館・博物館、市内のホテルなどで配布される日付付き専用パンフレットが必要で、これが乗車券の代わりとなっていた。
城南ルート : 1.富山駅南口前CiC西横〔富山エクセルホテル東急正面前〕（毎時0分発） → 2.松川べりギャラリー・松川べり彫刻公園 → 3.富山市科学博物館・富山県立近代美術館 → 4.富山市民プラザ内トヤマグラスアートギャラリー → 5.富山市郷土博物館（富山城）・佐藤記念美術館 → 呉羽山ルートへ : 6.富山駅南口前CiC西横（毎時36分発） → 7.富山県水墨美術館 → 8.富山市民俗民芸村 → 1.富山駅南口前CiC西横（城南ルートへ）
巡回対象の施設の休館いかんを問わず、通年同一ルート・同一ダイヤで運行されており、年末年始（12月28日 - 1月4日）は運休、12月1日 - 3月31日の期間は冬季ダイヤとして土曜、日曜、祝日のみの運行となっていた。